# Touria Alaoui
Touria Alaoui, o Touria al-Alaoui (in arabo ثريا العلوي‎?, Thuriyā al-ʿalawī; Rabat, 9 dicembre 1969), è un'attrice e comica marocchina di lingua madre berbera.

## Biografia
Nata in una famiglia modesta, molto giovane ha iniziato a fare l'attrice. 
Diplomata all'ISADAC (Institut Supérieur d'Art Dramatique et d'Animation Culturelle) di Rabat, ricevette da Farida Bourkia la proposta di recitare nel telefilm Hout El Bar.
Nel 2006 ha vinto il premio per la migliore attrice alla 21ª edizione delle Giornate cinematografiche di Cartagine.
È stata una delle interpreti del telefilm Imzzouren, trasmesso nel 2008, il primo telefilm marocchino in berbero del Rif.

## Filmografia

### Televisione
- Yaz (2004-2009), programma su Arrabia
- Ana ou khouya ou Mratou ("Io, mio fratello e sua moglie") (1998), sitcom su TVM
- Ana ou Mrati ou Nsabi ("Io, mia moglie e miei suoceri") (1999), sitcom su TVM
- Dar mi Hnia ("Casa di madre Hnia") (2004), sitcom su TVM

### Cinema
- Nissa... wa nissa (1999)
- Tarfaya (2004)
- Tamanrasset, regia di Merzak Allouache (2008)